# Адміністративний устрій Ківерцівського району
Адміністративний устрій Ківерцівського району — адміністративно-територіальний поділ Ківерцівського району Волинської області на 1 міську, 1 селищну, 3 сільські громади, 1 селищні і 11 сільських ради, що об'єднують 75 населених пунктів та підпорядковані Ківерцівській районній раді. Адміністративний центр — місто Ківерці.

## Список міських, селищних і сільських громад Ківерцівського району
- Жидичинська сільська громада
- Ківерцівська міська громада
- Луцька міська громада
- Липинська сільська громада
- Тростянецька сільська громада
- Цуманська селищна громада

## Список міських, селищних і сільських рад Ківерцівського району
| №  | Назва                       | Центр         | Населені пункти                                      | Площа км² | Місце за площею | Населення (2001), чол. | Місце за населенням |
| -- | --------------------------- | ------------- | ---------------------------------------------------- | --------- | --------------- | ---------------------- | ------------------- |
| 1  | Олицька селищна рада        | смт Олика     | смт Олика с. Личани с. Метельне                      |           |                 |                        |                     |
| 2  | Грем'яченська сільська рада | с. Грем'яче   | с. Грем'яче с. Скреготівка с. Яківці                 |           |                 |                        |                     |
| 3  | Дернівська сільська рада    | с. Дерно      | с. Дерно с. Котів с. Мощаниця с. Путилівка с. Ставок |           |                 |                        |                     |
| 4  | Дідичівська сільська рада   | с. Дідичі     | с. Дідичі с. Горянівка с. Залісоче с. Хром'яків      |           |                 |                        |                     |
| 5  | Дубищенська сільська рада   | с. Дубище     | с. Дубище с. Башлики с. Ромашківка                   |           |                 |                        |                     |
| 6  | Жорнищенська сільська рада  | с. Жорнище    | с. Жорнище с. Носовичі с. Чемерин                    |           |                 |                        |                     |
| 7  | Журавичівська сільська рада | с. Журавичі   | с. Журавичі с. Домашів с. Микове                     |           |                 |                        |                     |
| 8  | Звірівська сільська рада    | с. Звірів     | с. Звірів с. Веснянка с. Олександрія                 |           |                 |                        |                     |
| 9  | Карпилівська сільська рада  | с. Карпилівка | с. Карпилівка                                        |           |                 |                        |                     |
| 10 | Покащівська сільська рада   | с. Покащів    | с. Покащів с. Одеради                                |           |                 |                        |                     |
| 11 | Хорлупівська сільська рада  | с. Хорлупи    | с. Хорлупи с. Пальче                                 |           |                 |                        |                     |

* Примітки: м. — місто, сел. — селище, смт — селище міського типу, с. — село